# Període Silvícola

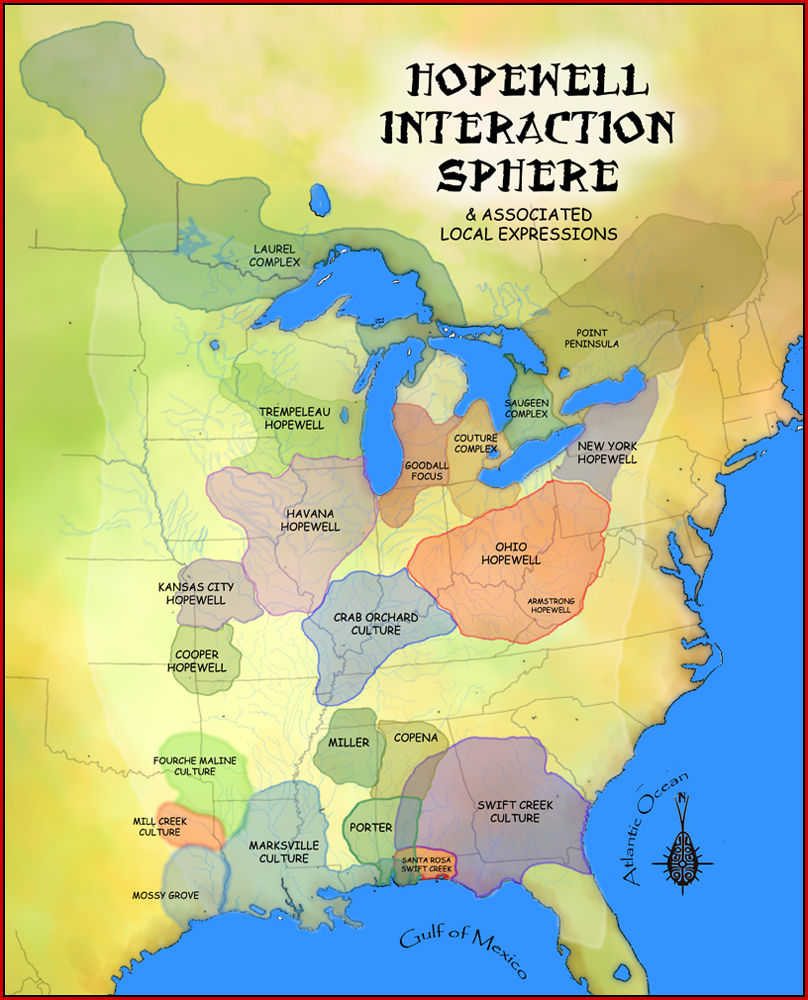
Àrea d'interacció dels grups Hopewell durant el Període Silvícola (Woodland Period).

El període Silvícola (en anglès Woodland Period) de la cultura precolombina d'Amèrica del Nord s'inicià aproximadament 1000 abans de l'Era Comuna fins al 1000 a la part oriental d'Amèrica del Nord El terme "Període Silvícola" es va introduir en la dècada de 1930 com una capçalera genèrica per a jaciments prehistòrics entre el període arcaic de caçadors-recol·lectors i l'agricultora cultura mississipiana. La regió cultural dels boscos orientals abasta el que avui és l'est del Canadà al sud de la regió Subàrtica a l'est dels Estats Units, al llarg del Golf de Mèxic.
Aquest període es considera una etapa de desenvolupament sense grans canvis a curt termini, però en canvi té un desenvolupament continu en estris de pedra i os, artesania de cuir producció tèxtil, horticultura, i la construcció de refugis. Molts pobles de boscos utilitzaven llança i àtlatl fins al final del període, quan van ser reemplaçades per arcs i fletxes; tanmateix els pobles dels boscos del sud-est també utilitzaven la sarbatana.
El major avanç tecnològic durant aquest període va ser l'ús generalitzat de la ceràmica (que s'havia iniciat a la fi del període arcaic) i les sofisticacions creixents de les seves formes i decoració. Augmentà l'ús de l'agricultura i el desenvolupament del Complex Agrícola Oriental també va significar que la naturalesa nòmada de molts dels grups va ser suplantada per llogarets ocupats permanentment, encara que l'agricultura intensiva en realitat no comença fins que l'èxit del període Mississippí.

## Període Silvícola Primerenc (s.X–I aC)
Un període on s'usa històricament la introducció de la ceràmica com a demarcació del període Silvícola, que es creu que podia haver ocorregut al voltant de l'any 1000 abans de Crist.
Tanmateix a mitjans de la dècada de 1960 era evident que a algunes zones els grups culturals prehistòrics dels Estats Units amb un conjunt clar cultural arcaic estaven fent ceràmica sense cap evidència de la producció de cultius domesticats. De fet, sembla que la cacera i la recol·lecció van continuar com a economia de subsistència bàsica i que la veritable agricultura no aparèixer en la major part del Sud-est fins a un parell de milers d'anys després de la introducció de la ceràmica. Aquesta recerca indica que un horitzó de ceràmica de fibra-temperada predata en gran manera del 1000 aC, apareixent per primera vegada al voltant de 2500 aC a parts de Florida amb la cultura Orange i a Geòrgia amb la cultura Stallings. No obstant això, aquests primers llocs van ser assentaments típics arcaics, que només difereixen en l'ús de la tecnologia bàsica de la ceràmica. Com a tal, els investigadors estan redefinint el període començant no sols amb la ceràmica, sinó també l'aparició d'assentaments permanents, pràctiques funeràries elaborades, recol·lecció intensiva i/o horticultura de plantes amb llavors amb midó, la diferenciació en les organitzacions socials i les activitats especialitzades, entre altres factors. La majoria d'ells són evidents en el sud-est dels Estats Units pel 1000. La cultura Adena és la cultura silvícola primerenca més coneguda.
En algunes zones, com Carolina del Sud i la costa de Geòrgia, la terrisseria de la cultura Deptford persisteix fins al voltant de l'any 700. La majoria dels assentaments són prop de la costa, sovint a prop de pantans salats. Menjaven glans i baies de palmera així com raïms i caquis silvestres. La presa més comuna era el cérvol de Virgínia. El marisc formava una part important de la dieta, i es coneixen nombrosos cloïssers costaners. Després del 100 aC s'hi van construir túmuls, que es prenen per indicar canvi social.

## Període Silvícola Mitjà (1–500)
El començament del Silvícola Mitjà va produir un gir de l'assentament a l'Interior. A mesura que avençava el període silvícola, el comerç local i interregional de materials exòtics augmentava enormement fins al punt que una xarxa de comerç cobria la major part de l'Est dels Estats Units. Al llarg del sud-est i nord de la riu Ohio, s'elaboraven túmuls de persones importants que contenien gran varietat de regals mortuoris, molts dels quals no eren locals. La majoria dels jaciments d'enterrament arqueològicament certificables durant aquest temps estaven a Illinois i Ohio. Aquests han arribat a ser conegut com a cultura Hopewell. A causa de la similitud dels moviments de terres i articles funeraris, els investigadors assumeixen arreu de la regió existia el cos d'una pràctica religiosa comuna i la interacció cultural (anomenada "esfera d'interacció Hopewelliana"). Aquestes semblances també podrien ser el resultat dels intercanvis mutus, obligacions o ambdues, entre els clans locals que controlaven territoris específics. L'accés als aliments o recursos fora del territori d'un clan es faria a través de possibles acords formals amb els veïns. Aleshores els caps del clan serien enterrats juntament amb els béns rebuts dels seus socis comercials que simbolitzen les relacions que havien establert. Sota aquest escenari es desenvoluparien assentaments permanents que representarien un augment de la producció agrícola i un augment de població.
Durant aquest temps la ceràmica era de qualitat més fina i millor que en temps anteriors. Els exemples també demostren que la ceràmica també era més decorada que la del Silvícola Primerenc. Un estil va ser la fase Trempealeau que podria haver estat vist pel Hopewell a Indiana. Aquest tipus inclou un cos rodó, i les línies de la decoració amb creu gravada a la vora. L'estil Havana trobat a Illinois tenia un coll decorat. Una de les principals eines úniques d'aquesta època era Snyders Points. Aquestes eren bastant grans i amb osques a la cantonada. Van ser fetes amb la percussió suau de martell, i acabada amb tall per pressió.
Encara que moltes de les cultures del Silvícola Mitjà són anomenades "Hopewellian", i els grups compartien pràctiques cerimonials, els arqueòlegs han identificat el desenvolupament de les cultures clarament diferenciades durant el període Silvícola Mitjà. Els exemples inclouen la cultura Armstrong, cultura Copin, cultura Crab Orchard, cultura Fourche Maline, l'enfocament Goodallt, la cultura Hopewell Havana, el Kansas City Hopewell, la cultura Marksville i la cultura Swift Creek.
El Center for American Archeology és especialitzat en cultura del Silvícola Mitjà.

## Període Silvícola Tardà (500–1000)
El període Silvícola Tardà fou un temps d'aparent dispersió de la població, tot i que les poblacions no semblaven haver disminuït. En la majoria d'àrees la construcció de túmuls disminuí dràsticament, així com el comerç a llarga distància de materials exòtics. Alhora, la tecnologia de l'arc i la fletxa va superar gradualment l'ús de la llança i l'àtlatl, i es va introduir la producció agrícola de les "Tres germanes" (blat de moro, fesols, i carbassa). Mentre que l'agricultura intensiva a gran escala no va començar fins al període mississippià següent, el començament seriós del conreu suplementà enormement la recol·lecció de plantes.
Els assentaments del Silvícola Tardà esdevingueren més nombrosos, però la mida de cadascun (amb excepcions) era menor que a les del Silvícola Mitjà. Les raons d'això són desconegudes, però s'ha teoritzat que les poblacions augmentaren tant que el comerç per si sol no podria subministrar prou les comunitats i alguns clans van recórrer a assaltar als altres pels recursos. D'altra banda, l'eficiència dels arcs i les fletxes en la caça havia delmat els animals de caça major, el que va obligar les tribus a esquerdar-se en clans més petits per utilitzar millor els recursos locals, cosa que limità el potencial comercial de cada grup. Una tercera possibilitat és que un fred clima podria haver afectat els rendiments dels aliments, possibles afectats pel canvi climàtic dels anys 535-536 a l'hemisferi nord, i també la limitació de les possibilitats comercials. Finalment, podria ser que la tecnologia agrícola esdevingué prou sofisticada que la variació de cultius entre clans disminuí, de manera que disminuí la necessitat d'un comerç.
Com les comunitats es tornaren més aïllades, van començar a desenvolupar-se a la seva pròpia manera, donant lloc a cultures a petita escala que eren distintives a les seves àrees regionals. Els exemples inclouen la cultura Baytown, la cultura Troyville i la cultura Cols Creek de Louisiana, la cultura Alachua i la cultura de l'illa Weeden de Florida i la cultura Plum Bayou d'Arkansas i Missouri.
Tot i que es considera tradicionalment l'any 1000 com a final del període Silvícola Tardà, a la pràctica moltes regions dels Boscos l'Est adoptaren plenament la cultura mississippiana molt més tard d'aquesta data. Alguns grups al nord i nord-est de l'actual Estats Units com els iroquesos conservaren una forma de vida que era tecnològicament idèntica al Silvícola Tardà fins a l'arribada dels europeus. D'altra banda, tot i l'adopció generalitzada de l'arc i la fletxa durant aquest temps, els pobles d'algunes àrees dels Estats Units semblen que no van fer mai el canvi. Durant els viatges d'Hernando de Soto al sud dels Estats Units al voltant de 1543, els grups a la desembocadura del riu Mississippi encara utilitzaven preferentment la llança.